# ۲۶ اسفند
۲۶ اسفند سیصد و شصت و دومین روز از سال در گاه‌شماری خورشیدی است. به پایان سال ۳ روز (۴ روز در سال کبیسه) مانده‌است.

## رویدادها
- ۱۳۶۶ - بمباران پناهگاه پارک شیرین کرمانشاه
- ۱۳۷۲ - شلیک به سی-۱۳۰ نیروی هوایی ایران در ۱۹۹۴
- ۱۳۷۶ - سقوط اتوبوس حامل دانشجویان شریف
- ۱۳۸۸ - اعتراضات چهارشنبه‌سوری ۱۳۸۸ هواداران جنبش سبز
- ۱۳۸۹ - بازگشایی رسمی شبکه مستند
- ۱۳۹۳ - ناآرامی‌های ورزشگاه غدیر اهواز

## زادروزها
- ۱۳۲۳ - حمیرا، خواننده
- ۱۳۲۷ - عزیز اسپندار، بازیکن فوتبال

## درگذشت‌ها
- ۱۳۶۳ - علی‌اکبر شهنازی، موسیقی‌دان
- ۱۳۷۳ - سید احمد خمینی، دومین فرزند پسر سید روح الله خمینی، عضو حقیقی مجمع تشخیص مصلحت نظام، عضو شورای عالی امنیت ملی، عضو شورای عالی انقلاب فرهنگی و نماینده استان تهران در دوره دوم مجلس خبرگان رهبری
- ۱۳۹۸ - سید هاشم بطحائی گلپایگانی، نماینده استان تهران در دوره پنجم مجلس خبرگان رهبری